# Metropolia pitsburska obrządku bizantyjsko-rusińskiego
Metropolia pitsburska obrządku bizantyjsko-rusińskiego, jedyna metropolia obrządku bizantyjsko-rusińskiego na terenie USA. W jej skład wchodzą:
- Archieparchia Pittsburgha
- Eparchia Parma
- Eparchia Passaic
- Eparchia Phoenix
- Egzarchat apostolski św. Cyryla i Metodego w Toronto